# Готфрид от Юлих
Готфрид от Юлих (на немски: Gottfried von Jülich, * ок. 905, † 1 юни сл. 949) от фамилията Матфриди (Герхардини), е от 924 г. граф на Юлихгау (Pagus Juliacensis), пфалцграф на Лотарингия.

## Биография
Той е син на Герхард I от Мец (* 875 † 22 юни 910), граф на Мецгау, и на съпругата му Ода Саксонска (875 – 952), дъщеря на Ото Сиятелни, херцог на Саксония от фамилията Лиудолфинги. Племенник е на крал Хайнрих I Птицелов († 936). Баба му по майчина линия е Хадвига Бабенбег († 903), дъщеря на херцог Хайнрих и прапраправнучка на Карл Велики.
Готфрид е по-малък брат на Вихфрид, който от 924 до 953 г. е архиепископ на Кьолн и от 941 г. ерцканцлер на техния братовчед, крал Ото I Велики.
Той се жени за Ерментруда (* 908/909), най-възрастната дъщеря на Шарл III, крал на Западнофранкското кралство и първата му съпруга Фредеруна (* 887, † 10 февруари 917) от род Имединги.
Готфрид става пфалцграф на Лотарингия, заместник на тъста му вероятно от 923 г.

## Деца
Готфрид и Ерментруда имат децата:
- Готфрид I (* 925/935, † лятото 964 в Рим), граф в Хенегау, вице-херцог на Долна Лотарингия 959 – 964
- Герберга (* 925/935, † пр. 24 май 996); ∞ за Мегингоц фон Гелдерн (* 920, † 998/999), граф на Гелдерн и на Цутфен; родители на Света Аделхайд от Вилих († 5 февруари 1015/1018)
- Герхард II (* 925/935), 963 граф на Мец, фогт на Ремирмон
- Гебхард (* 925/935)
- Адалхард